# Cranachstraße (Weimar)

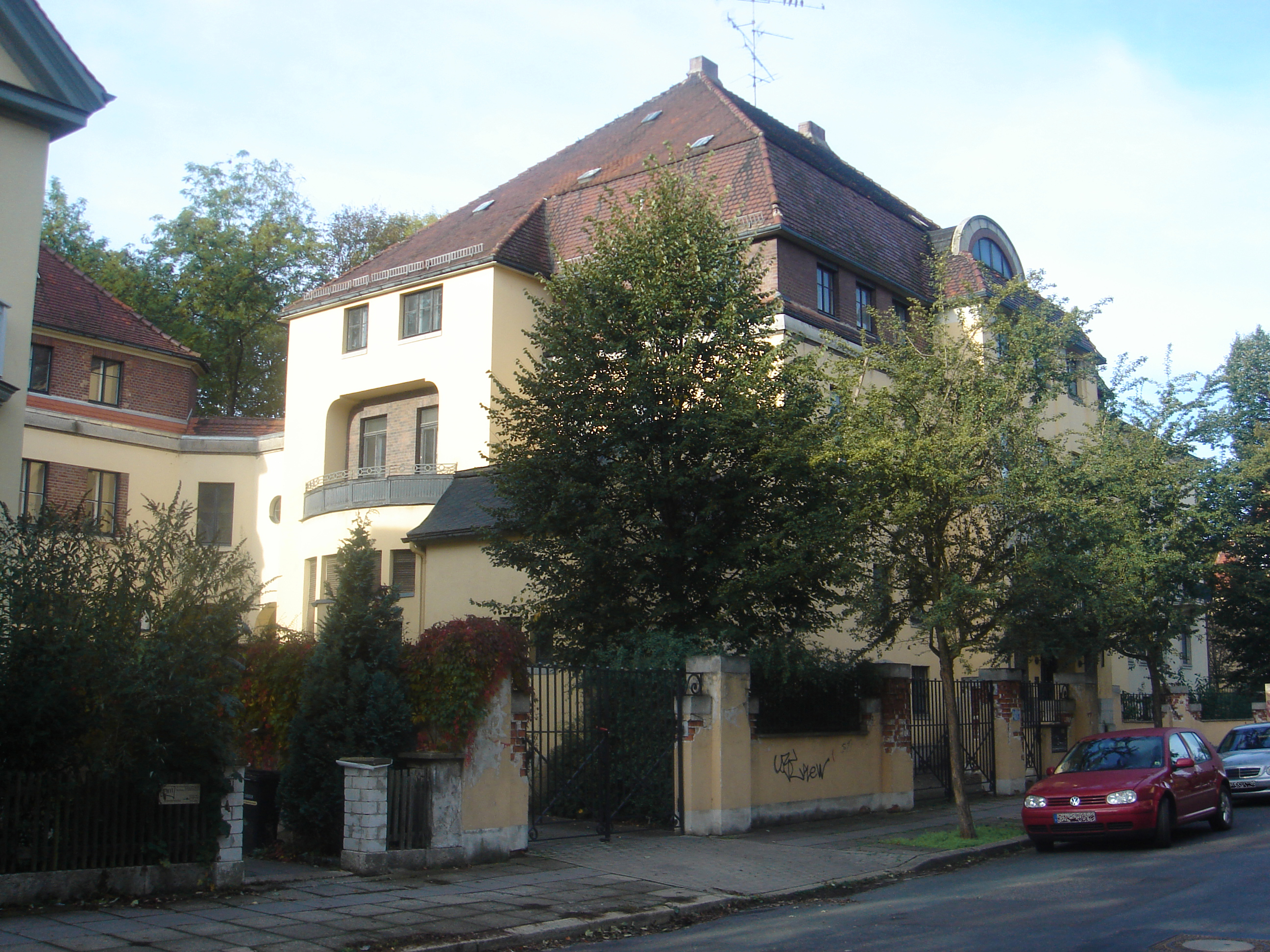
Villa Dürckheim in der Cranachstraße

Die Cranachstraße ist eine nach dem Maler Lucas Cranach dem Älteren benannte Anliegerstraße in der Weimarer Westvorstadt. Diese beginnt am Theodor-Hagen-Weg und endet an der Böhlaustraße.
Die Cranachstraße hat seit 1888 ihren Namen. Allein an der Cranachstraße ließ er im Auftrag der jeweiligen Bauherren zwischen 1901 und 1906 sechzehn Stadtvillen nach seinen Entwürfen errichten. Oft wird aber nur von sieben Villen gesprochen. In der Cranachstraße gibt es zahlreiche Villen. Einige davon entwarf der Architekt Rudolf Zapfe. Dazu zählen die Villa Rauner, die Villa Bornmüller, die Villa Sömmering. Erwähnenswert ist auch die Villa Dürckheim, die von Henry van de Velde entworfen wurde. Die meisten in der Cranachstraße befindlichen Gebäude stehen auf der Liste der Kulturdenkmale in Weimar (Einzeldenkmale). Das Wohnhaus Cranachstraße 28a ist dem Art déco zuzurechnen. Die Cranachstraße 1 bis zur Hausnummer 47, also der Villa Dürckheim, steht auf der Liste der Kulturdenkmale in Weimar (Sachgesamtheiten und Ensembles). In der Cranachstraße 15 wohnte Harry Graf Kessler, was auch eine Gedenktafel bezeugt. Er erwarb die Villa 1903. In der Cranachstraße 29, dem 1896 erbauten Gebäude, befand sich die ehemalige sächsische Gesandtschaft. Unweit davon befindet sich Haus Cranachstraße 30. Die Häuser Cranachstraße 48, 49 sind Gebäude aus den 1920er Jahren, die als Beamtenwohnungen errichtet wurden, um der Wohnungsnot zu begegnen. Solche wiederum gibt es wiederum u. a. in der benachbarten Schwabestraße.